# 伊丽莎白-索芬-科格
伊丽莎白-索芬-科格（德語：Elisabeth-Sophien-Koog）是德国石勒苏益格－荷尔斯泰因州的一个市镇。总面积5.18平方公里，总人口49人，其中男性28人，女性21人（2011年12月31日），人口密度9人/平方公里。